# Peter Hammer
Peter Ladislau Hammer sau Peter Ladislaw Hammer (sau Ladislaw) Hammer,(23 decembrie 1936, Timișoara, d. 27 decembrie 2006, Princeton, New Jersey) a fost un matematician american și canadian,  evreu născut în România.
El a contribuit la domeniul cercetării operaționale și al matematicilor discrete aplicate prin studierea funcțiilor pseudo-Booliene și a conexiunilor lor cu teoria grafurilor și al extragerii de cunoștințe din date. 
A fost fondator sau redactor-șef al mai multor reviste de specialitate: „Discrete Mathematics”, „Discrete Applied Mathematics”,, „Annals of Discrete Mathematics”, „Discrete Optimization”, „Annals of Operations Research”, „SIAM Monographs on Discrete Mathematics and  Applications”.
A fost fondatorul și directorul institutului RUTCOR (Rutgers University Center for Operations Research).

## Biografie
Peter L. Hammer s-a născut la Timișoara într-o familie de evrei de limbă maghiară..Tatăl său a fost György Hammer (1911-1985), iar mama sa Elisabeth, născută Schwartz, care a murit când copilul a avut 7 ani. Tatăl s-a recăsătorit ulterior cu Anna, născută Kincs, cu care a mai avut o fiică, Eva. În copilărie s-a îmbolnăvit de poliomielită, în urma căreia a rămas cu o paralizie din cauza căreia a putut merge numai cu ajutorul cârjelor.  A studiat matematica la Universitatea din București și și-a luat doctoratul în 1965 cu lucrarea „Pseudo-Boolean Programming and Applications” sub îndrumarea lui Grigore Moisil.
S-a căsătorit cu Anca Ivănescu în 1961 și a folosit numele Petru L. Ivănescu până la fuga lor în Israel în 1967, unde a predat la Institutul Politehnic "Technion" din Haifa. În 1969 a emigrat în Canada, unde a predat la Universitatea McGill și la Universitatea din Waterloo. După ce și-a luat cetățenia canadiană, a emigrat în 1983 în SUA, unde a devenit profesor la Universitatea Rutgers din New Jersey. A devenit cetățean american.
Între alte contribuții, Hammer a inventat o metodă modernă și eficientă de descifrare a datelor, denumită Analiza logică a datelor (LAD - Logical Analysis of Data) care a fost aplicată în numeroase domenii.
A decedat ca urmare a unui accident de mașină la 27 decembrie 2006 lângă Princeton, New Jersey.
A lăsat în urma sa soția, doi fii, Alexander și Maxim și patru nepoți.

## Afilieri, premii și distincții
- Premiul Țițeica al Academiei Române (1967)
- doctor honoris causa: École Polytechnique Fédérale de Lausanne (1986), Sapienza – Università di Roma (1998), Universitatea Liege (1999)
- Medalia Euler (1999)
- Fellow al „American Association for the Advancement of Science” din 1974
- Founding Fellow al „Institute of Combinatorics and its Applications”
- I-au fost dedicate unele congrese sau simpozioane, de ex.: First International Colloquium on Pseudo-Boolean Optimization (Chexbres, Elveția, 1987); Workshop and Symposia Honoring Peter L. Hammer (Caesarea Rothschild Institute, University of Haifa, 2003; International Conference on Graphs and Optimization (GO V, Leukerbad, Elveția, 2006).

## Publicații
A publicat 19 cărți și peste 240 de articole. O selecție:
- 1968. Boolean Methods in Operations Research and Related Areas (cu S. Rudeanu). SpringerVerlag, Berlin/Heidelberg/New York, 1968, 330 pagini.
- 2007. Boolean Functions: Theory, Algorithms and Applications (cu Y. Crama). Cambridge University Press, (2007).
- 2008. Boolean Functions in Computer Science and Engineering (cu Y. Crama). Cambridge University Press, (2008).
- 2009. Boolean Functions in Pure and Applied Mathematics (cu Y. Crama). Cambridge University Press, (2009).
- 2010. PseudoBoolean Functions (cu E. Boros și Y. Crama). Cambridge University Press, (2010).